# Blas Saruppo
Blas Saruppo (Santa Fe, 25 luglio 1896 – 26 settembre 1951) è stato un calciatore argentino, di ruolo attaccante.

## Caratteristiche tecniche
Giocava come centravanti. Era alto, potente e veloce.

## Carriera

### Club
Saruppo esordì nel Newell's Old Boys nel 1917: alla sua prima stagione nel torneo di Rosario giocò 4 partite nella Copa Nicasio Vila e 1, con 1 gol, in Copa de Honor. Nel 1918 aumentò il numero di presenze, giocando, in totale, 11 partite: 8 di esse le disputò in Copa Nicasio Vila, con 5 reti; le 2 in Copa de Honor e quella in Copa Ibarguren completano il quadro. Nel 1919 realizzò 8 gol in 15 incontri di Copa Nicasio Vila. Nel 1920 non giocò per il Newell's, ove invece figurò nel 1921: in quella che fu la sua ultima stagione con il club scese in campo 15 volte, mettendo a segno 8 marcature. Si trasferì poi allo Sportivo Barracas, viaggiando da Rosario a Buenos Aires; con tale società rimase fino al 1926; in quel torneo giocò solo 2 incontri, con 1 gol. Difatti passò gran parte di quell'annata al Lanús, formazione con cui assommò 13 presenze con 4 gol: le due squadre competevano in campionati differenti (lo Sportivo Barracas in Copa Campeonato e il Lanús in Primera División), e i giocatori potevano militare allo stesso tempo in una squadra per ciascun torneo. Nella Primera División 1928 Saruppo segnò 9 volte in 10 incontri.

### Nazionale
Saruppo debuttò in Nazionale argentina nel 1921; partecipò al Campeonato Sudamericano di quell'anno. Inizialmente il centravanti della Nazionale era Gabino Sosa, ma Saruppo lo rimpiazzò: la prima partita da lui giocata nel torneo fu quella contro il Paraguay del 16 ottobre, peraltro disputata nello stadio della sua società, lo Sportivo Barracas. In quella gara segnò il 2-0 al 71º; fu poi impiegato contro l'Uruguay il 30 ottobre, nella partita che chiuse la manifestazione. Durante Uruguay 1923 Saruppo fu il centrattacco titolare: esordì il 29 ottobre contro il Paraguay, realizzando l'1-1 al 18º. Mantenne il suo posto anche contro il Brasile, segnando ancora una volta: il suo gol al 76º permise alla Nazionale argentina di superare i rivali per 2-1.

## Statistiche

### Cronologia presenze e reti in Nazionale
| Cronologia completa delle presenze e delle reti in nazionale ― Argentina | Cronologia completa delle presenze e delle reti in nazionale ― Argentina | Cronologia completa delle presenze e delle reti in nazionale ― Argentina | Cronologia completa delle presenze e delle reti in nazionale ― Argentina | Cronologia completa delle presenze e delle reti in nazionale ― Argentina | Cronologia completa delle presenze e delle reti in nazionale ― Argentina | Cronologia completa delle presenze e delle reti in nazionale ― Argentina | Cronologia completa delle presenze e delle reti in nazionale ― Argentina |
| Data                                                                     | Città                                                                    | In casa                                                                  | Risultato                                                                | Ospiti                                                                   | Competizione                                                             | Reti                                                                     | Note                                                                     |
| ------------------------------------------------------------------------ | ------------------------------------------------------------------------ | ------------------------------------------------------------------------ | ------------------------------------------------------------------------ | ------------------------------------------------------------------------ | ------------------------------------------------------------------------ | ------------------------------------------------------------------------ | ------------------------------------------------------------------------ |
| 16/10/1921                                                               | Buenos Aires                                                             | Argentina                                                                | 3 – 0                                                                    | Paraguay                                                                 | Campeonato Sudamericano de Football                                      | 1                                                                        |                                                                          |
| 30/10/1921                                                               | Buenos Aires                                                             | Argentina                                                                | 1 – 0                                                                    | Uruguay                                                                  | Campeonato Sudamericano de Football                                      | 0                                                                        |                                                                          |
| 20/05/1923                                                               | Buenos Aires                                                             | Argentina                                                                | 0 – 2                                                                    | Paraguay                                                                 | Copa Rosa Chevallier Boutell                                             | 0                                                                        |                                                                          |
| 24/06/1923                                                               | Buenos Aires                                                             | Argentina                                                                | 0 – 0                                                                    | Uruguay                                                                  | Copa Lipton                                                              | 0                                                                        |                                                                          |
| 15/07/1923                                                               | Buenos Aires                                                             | Argentina                                                                | 2 – 2                                                                    | Uruguay                                                                  | Copa Ministro R.E.                                                       | 0                                                                        |                                                                          |
| 30/06/1923                                                               | Montevideo                                                               | Uruguay                                                                  | 2 – 0                                                                    | Argentina                                                                | Copa Gran Premio de Honor Uruguayo                                       | 0                                                                        |                                                                          |
| 29/10/1923                                                               | Montevideo                                                               | Argentina                                                                | 4 – 3                                                                    | Paraguay                                                                 | Campeonato Sudamericano de Football                                      | 1                                                                        |                                                                          |
| 18/11/1923                                                               | Montevideo                                                               | Argentina                                                                | 2 – 1                                                                    | Brasile                                                                  | Campeonato Sudamericano de Football                                      | 1                                                                        |                                                                          |
| 02/12/1923                                                               | Montevideo                                                               | Uruguay                                                                  | 2 – 0                                                                    | Argentina                                                                | Campeonato Sudamericano de Football                                      | 0                                                                        |                                                                          |
| Totale                                                                   |                                                                          | Presenze                                                                 | 9                                                                        |                                                                          | Reti                                                                     | 3                                                                        |                                                                          |

## Palmarès

### Club

#### Competizioni nazionali
- Copa Nicasio Vila: 2

Newell's: 1918, 1921
- Copa Ibarguren: 1

Newell's: 1921

### Nazionale
- Campeonato Sudamericano de Football: 1

Argentina 1921